# Norraca lativitta
Norraca lativitta är en fjärilsart som beskrevs av Walker 1862. Norraca lativitta ingår i släktet Norraca och familjen tandspinnare. Inga underarter finns listade i Catalogue of Life.